# Wiesław Puś
Wiesław Jan Puś (ur. 17 kwietnia 1940 w Kotlinkach) – polski historyk, profesor nauk humanistycznych, w latach 2002–2008 rektor Uniwersytetu Łódzkiego.

## Życiorys
Ukończył w 1965 studia z zakresu historii na Wydziale Filozoficzno-Historycznym Uniwersytetu Łódzkiego. Na tej samej uczelni uzyskiwał stopnie doktora (1972) i doktora habilitowanego (1984). W 1998 otrzymał tytuł profesora nauk humanistycznych.
Od 1966 zawodowo związany z Instytutem Historycznym UŁ. Zaczynał jako asystent stażysta w Katedrze Historii Polski XIX i XX wieku. W 1990 objął stanowisko profesora nadzwyczajnego, a w 2000 został profesorem zwyczajnym. W latach 1990–1996 pełnił funkcję dziekana Wydziału Filozoficzno-Historycznego, od 1996 do 2002 był prorektorem ds. nauczania na UŁ. W latach 2002–2008 sprawował urząd rektora. W 1997 został również kierownikiem Katedry Historii Społeczno-Gospodarczej.
Był także wykładowcą Filii w Piotrkowie Trybunalskim Akademii Świętokrzyskiej i członkiem Komitetu Nauk Historycznych Polskiej Akademii Nauk. Uzyskał członkostwo w Łódzkim Towarzystwie Naukowym (1985), był prezesem oddziału Łódzkiego PTH (1990–1992).
Specjalizuje się w zagadnieniach z zakresu historii społeczno-gospodarczej, zwłaszcza w odniesieniu do ziem polskich w XIX i XX wieku na tle dziejów Europy i procesu uprzemysłowienia miast.
W okresie PRL należał do PZPR, w latach 1986–1990 był I sekretarzem komitetu uczelnianego partii. W 1968 w trakcie nagonki antysemickiej sygnował wnioski egzekutywy POP PZPR Wydziału Filozoficzno-Historycznego UŁ o wydalenie z tego wydziału osób, którym zarzucano rzekomy syjonizm (Pawła Korca, Leona Błaszczyka oraz Stefana Amsterdamskiego).
Odznaczony Złotym Krzyżem Zasługi (1978) oraz Krzyżem Kawalerskim Orderu Odrodzenia Polski (1990). Laureat Nagrody Miasta Łodzi (2000) oraz nagród resortowych.